# Latchford
Latchford is een plaats in het bestuurlijke gebied Warrington, in het Engelse graafschap Cheshire. De plaats telt 7856 inwoners.

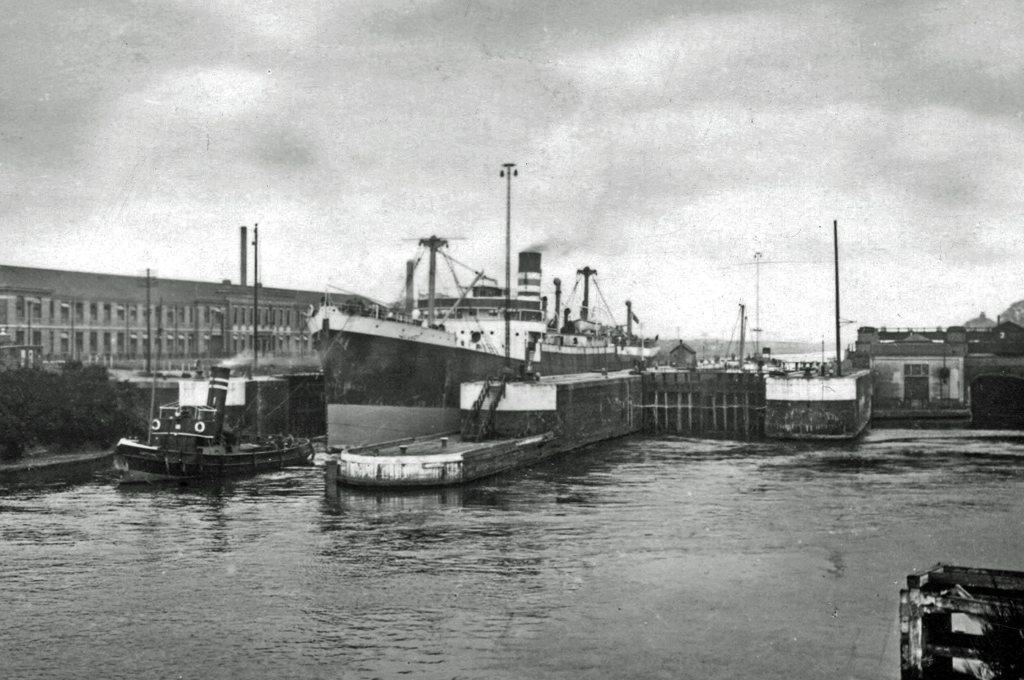
Haven van Latchford in 1950